# Fayl-Billot
Fayl-Billot (1972–1999: Fayl-la-Forêt) – miejscowość i gmina we Francji, w regionie Grand Est, w departamencie Górna Marna.
Według danych na rok 1990 gminę zamieszkiwało 1511 osób, a gęstość zaludnienia wynosiła 35 osób/km².

## Galeria

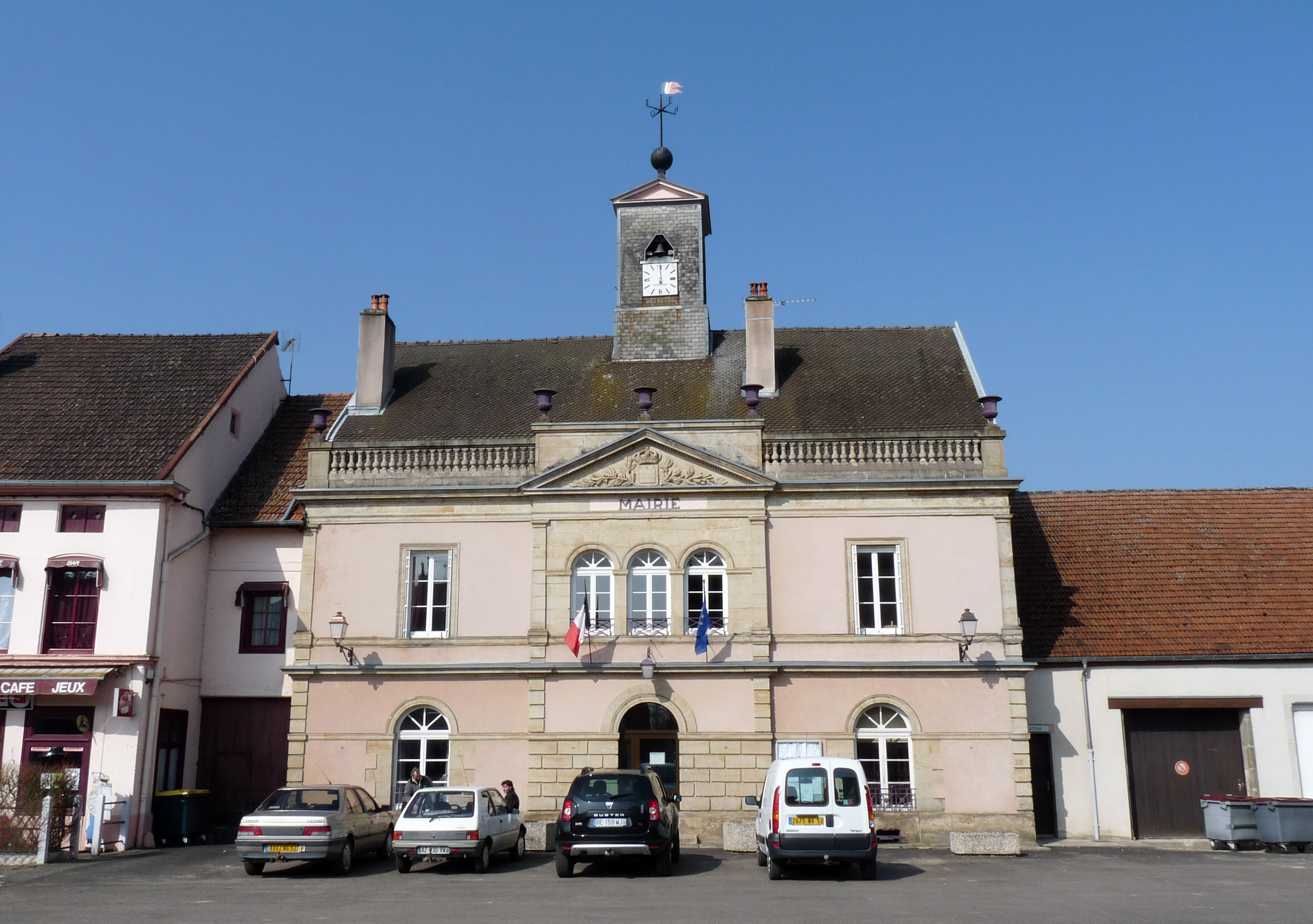
Ratusz w Fayl-Billot, 2011
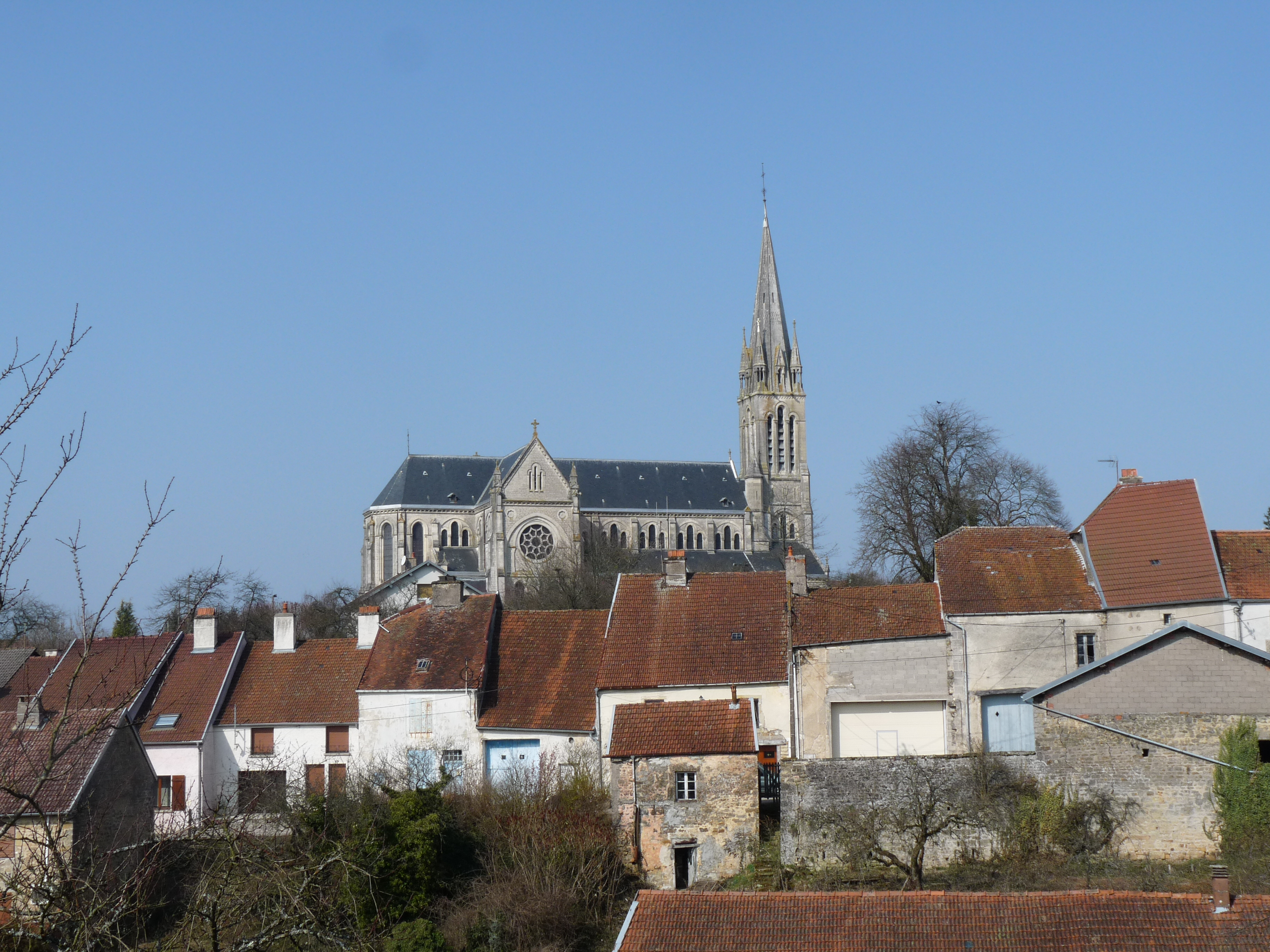
Katedra Notre-Dame w Fayl-Billot, 2011